# استقامة النفس
اغترار النفس أو العُجب (المعروف أيضًا باسم النفاق والرياء) هو شعور أو إظهار (عادة الاعتداد بالنفس) التفوق الأخلاقي وهو نابع من إحساس الفرد بأن معتقداته وأفعاله وانتماءاته ذات فضيلة أعظم من تلك التي لدى الشخص العادي.
وغالبًا ما يعتبر مصطلح «اغترار النفس» مصطلحًا يحط من القدر (انظر على سبيل المثال وصف الصحفي والكاتب جيمس فالوز' لاستقامة النفس فيما يتعلق بالفائزين بجائزة نوبل) خاصة لأن الأفراد الذين يتسمون باغترار النفس كثيرًا ما يُعتقد أنهم يفعلون ذلك نفاقًا بسبب الاعتقاد بأن البشر لا يتسمون بالكمال وبالتالي فهم غير معصومين وتشبه هذه الفكرة أفكار فرويد آلية الدفاع من أجل تكوين رد الفعل. تسبق العلاقة بين استقامة النفس والنفاق آراء فرويد' ومع ذلك كما يتضح في كتاب صدر عام 1899 بعنوان السيد نفاق الصالح: دراسة في استقامة النفس (السيد نفاق الصالح: دراسة حول الاستقامة الذاتية), لمؤلفة تكتب تحت اسم مستعار «ريتا».